# Plymophiloscia ulverstonensis
Plymophiloscia ulverstonensis är en kräftdjursart som beskrevs av Green 1961. Plymophiloscia ulverstonensis ingår i släktet Plymophiloscia och familjen Philosciidae. Inga underarter finns listade i Catalogue of Life.